# Torbiel włosowa

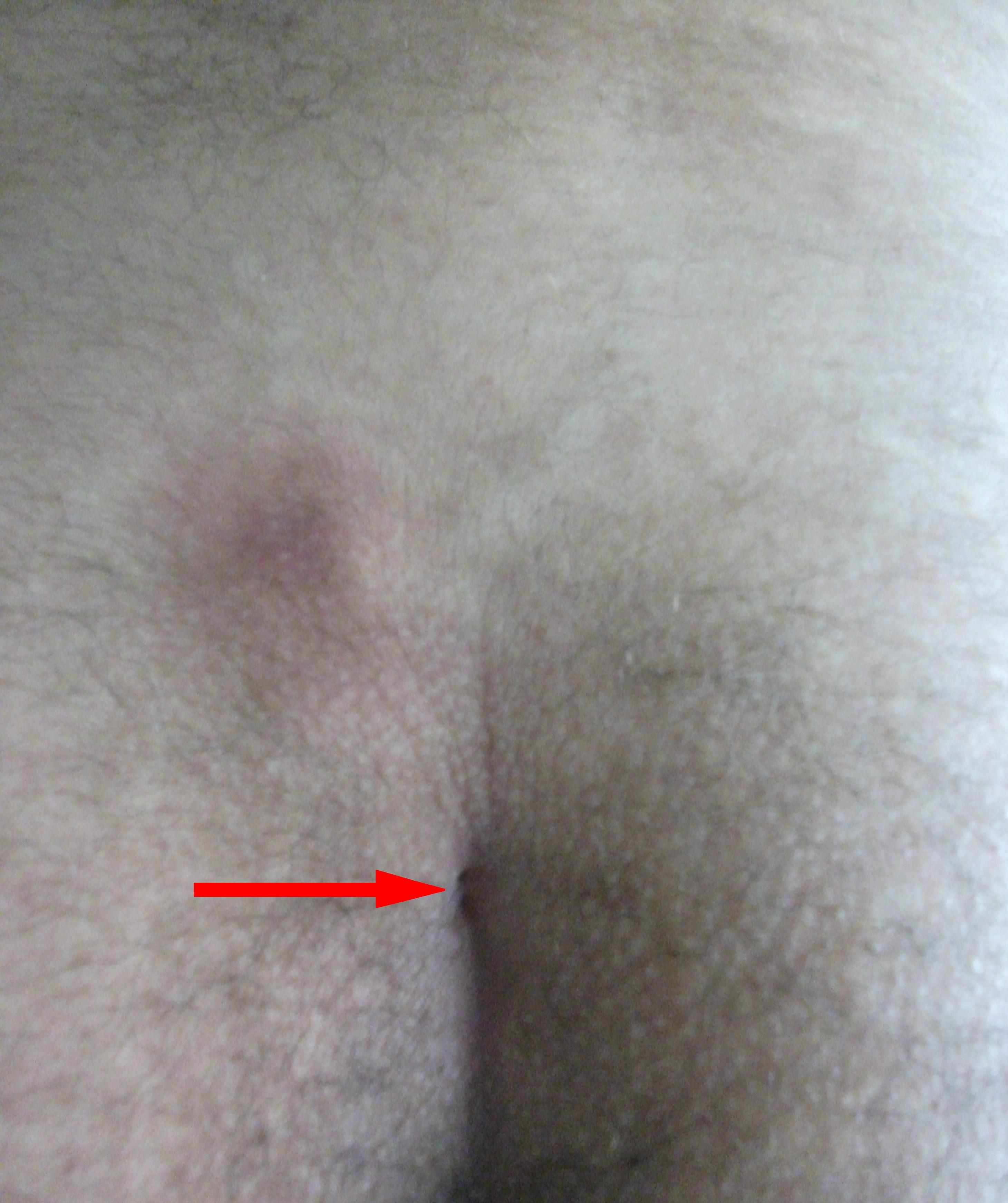
Torbiel włosowa u dorosłego mężczyzny

Torbiel włosowa lub pilonidalna (łac. cystis pilonidalis) – choroba zapalna tkanki podskórnej szpary międzypośladkowej, powstający pęcherz znajduje się w okolicach kości ogonowej. W jego wnętrzu znajdują się włosy, które wyrosły podczas infekcji oraz płyn (ropa) zawierająca obumarłe komórki i płyn tkankowy. Występuje u około 0,7% populacji. Dotyczy głównie osób młodych w przedziale wiekowym od 20 do 40 lat, częściej mężczyzn (stosunek mężczyzn do kobiet wynosi 3-4:1).  
Istnieją doniesienia o nietypowych miejscach występowania torbieli pilonidalnych poza szparą pośladkową np. palce rąk u fryzjerów.  
Pierwsze publikacje naukowe o tej chorobie pochodzą z początku XIX wieku. Pierwszym chirurgiem, który opisał tę chorobę w 1833 roku był brytyjski lekarz Herbert Mayo. Termin torbiel pilonidalna („pilonidal”) pochodzi od słów „pilus” (czyli włos) oraz „nidus” (czyli gniazdo) Nazwy tej użył po raz pierwszy amerykański chirurg Richard Hodges w swojej pracy z 1880 roku.

## Przyczyny powstawania
Torbiel włosowa powstaje głównie u mężczyzn o ciemnej karnacji, którzy prowadzą siedzący tryb życia. Powstawaniu choroby sprzyja także nadmierna potliwość, zaniedbania higieniczne oraz powtarzające się urazy okolic kości ogonowej. Do czynników sprzyjających zalicza się także głęboką szparę pośladkową związaną z otyłością. Zdarza się również, że torbiel towarzyszy pewnym chorobom metabolicznym, chorobom przewlekłym czy cukrzycy. Pojawia się także u osób z obniżoną odpornością organizmu, wywołaną przez długotrwałe przyjmowanie leków immunosupresyjnych. Istnieją trzy teorie opisujące przyczyny powstawania torbieli pilonidalnej:
1. Teoria mówiąca o zdwajaniu się komórek w linii pośrodkowej ciała w trakcie życia płodowego w czasie tworzenia się listków, które formują dwie symetryczne połowy ciała. W wyniku tego dochodzi do sytuacji w której włosy rosną pod skórą w szparze pośladkowej. Jednak teoria ta nie tłumaczy przyczyn występowania torbieli pilonidalnych w innych okolicach ciała.
2. Zakażenie i nieprawidłowy rozwój gruczołów zapachowych rozmieszczonych w skórze w okolicy krocza. Ich występowanie związane jest z funkcjami seksualnymi głównie u zwierząt.
3. Najbardziej prawdopodobną i uznawaną w świecie medycznym teorią jest teoria, którą przedstawił Dr George E. Karydakis. Patomechanizm powstawania torbieli związany jest z wnikaniem włosów w głąb skóry i tworzeniem kanału. Sprzyjają temu ruchy pośladków do których dochodzi w czasie siadania i wstawania.

## Objawy
Pęcherz pilonidalny powstaje w wyniku zakażenia tkanki podskórnej wywołanego przez bakterie beztlenowe żyjące na skórze. Infekcja powoduje pojawienie się stanu zapalnego, który jest mechanizmem obronnym organizmu. W tym wypadku polega on na gromadzeniu się białych krwinek, w głównej mierze granulocytów obojętnochłonnych i makrofagów, które podczas różnych procesów neutralizują bakterie.
Najczęstszym objawem jest powstanie bolesnego guza w okolicy kości ogonowej. Jest on wypełniony ropą, zawierającą przezroczysty płyn tkankowy i obumarłe komórki, oraz włosami, które wyrosły we wnętrzu pęcherza. Wydzielina wydostaje się na zewnątrz torbieli przez jeden bądź więcej otworów. Często towarzyszy temu obrzęk i miejscowe zaczerwienienie powierzchni skóry w okolicach ujścia płynu. Może się zdarzyć, że u pacjenta z silnie rozwiniętym pęcherzem pilonidalnym, wystąpią gorączka bądź dreszcze. Zatkanie ujścia zewnętrznego torbieli przez złuszczający się naskórek lub włosy powoduje stworzenie środowiska beztlenowego, które umożliwia rozwój bakterii beztlenowych odpowiadających za powstawanie ropnia.
Objawy torbieli włosowej, w pierwszych stadiach choroby, mogą przypominać inne schorzenia. Powinno się początkowo wykluczyć zapalenie nieanatomicznego połączenia między kanałem odbytu a powierzchnią skóry (przetoka odbytu). Inne podobne objawy występują przy: gruźlicy, ropniach odbytu, a także chorobie Leśniowskiego-Crohna.

## Leczenie

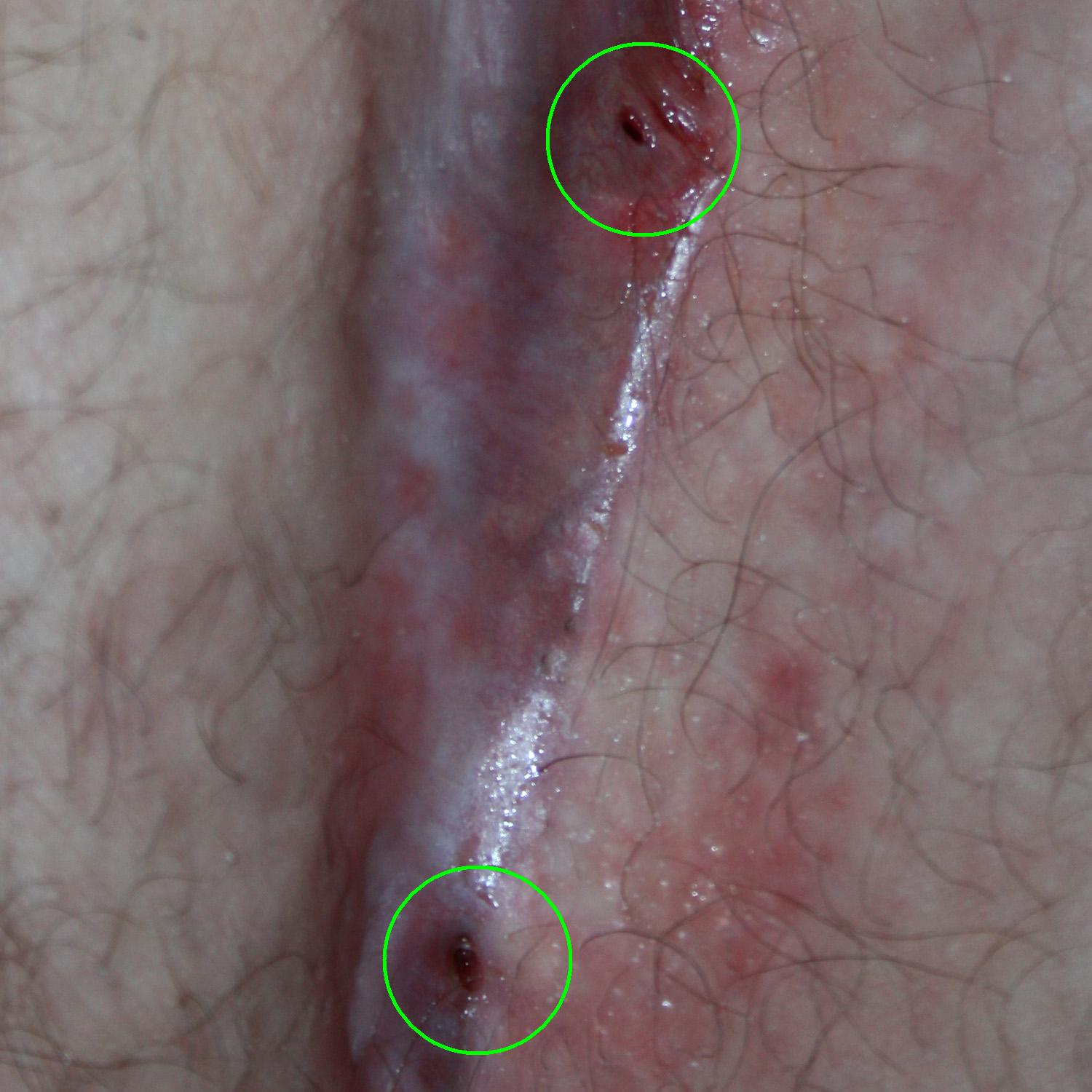
Dwa ujścia zatoki pilonidalnej

Torbiel leczy się w zależności od stopnia zaawansowania choroby. We wczesnych stadiach leczenie obejmuje ciepłe okłady, usuwanie owłosienia z okolic kości ogonowej oraz terapię antybiotykową. Jeśli objawy są bardziej zaawansowane, zauważalne jest sączenie się ropy, opuchlizna torbieli oraz jej zaczerwienienie, należy zgłosić się do chirurga, który może zastosować jedną z dwóch metod mechanicznego usuwania pęcherza.
Pierwsza z nich polega na nacięciu przez chirurga torbieli i usunięciu z niej zalegającego płynu. Następnie wycina się ok. 0,5 cm zdrowej tkanki, a w następnej kolejności dokładnie oczyszcza skórę, aby uniknąć ponownego zakażenia. Zabieg wykonuje się w znieczuleniu miejscowym. Niestety, rany pooperacyjne goją się długo (ok. 2–3 miesiące), a u ponad 50% pacjentów występuje nawrót choroby.
Najskuteczniejszą metodą jest całkowite wycięcie zmienionej chorobą tkanki. Zabieg przeprowadzany jest w znieczuleniu ogólnym lub podpajęczynówkowym, a po jego zakończeniu wymagany jest kilkudniowy pobyt w szpitalu (ok. 1–3 dni). Istnieje wiele metod operacji. Dawniej wycinano torbiel z pozostawieniem rany niezeszytej w celu jej samoistnego wygojenia. Skutkowało to długim okresem gojenia (kilka miesięcy). Współcześnie stosuje się metody całkowitego wycięcia torbieli z pierwotnym zeszyciem rany. Skraca to znacznie czas gojenia do kilku tygodni. Ponadto w celu usunięcia przyczyny powstawania torbieli stosuje się operacje mające na celu przemieszczenie szpary pośladkowej poza linię pośrodkową ciała np. wycięcie sposobem Bascoma II, Karadakisa lub z plastyką skóry metodą Limberga oraz sposobem „V-Y”, „Z”. Rana nie pozostaje otwarta (zostaje zszyta dwoma rodzajami szwów: wchłanialnymi oraz niewchłanialnymi), jak w poprzednim przypadku, przez co goi się o wiele szybciej. Szwy usuwa się po ok. 10 dniach po operacji. Jeśli zachodzi potrzeba stosuje się terapię antybiotykową.